# Johan Anglemark

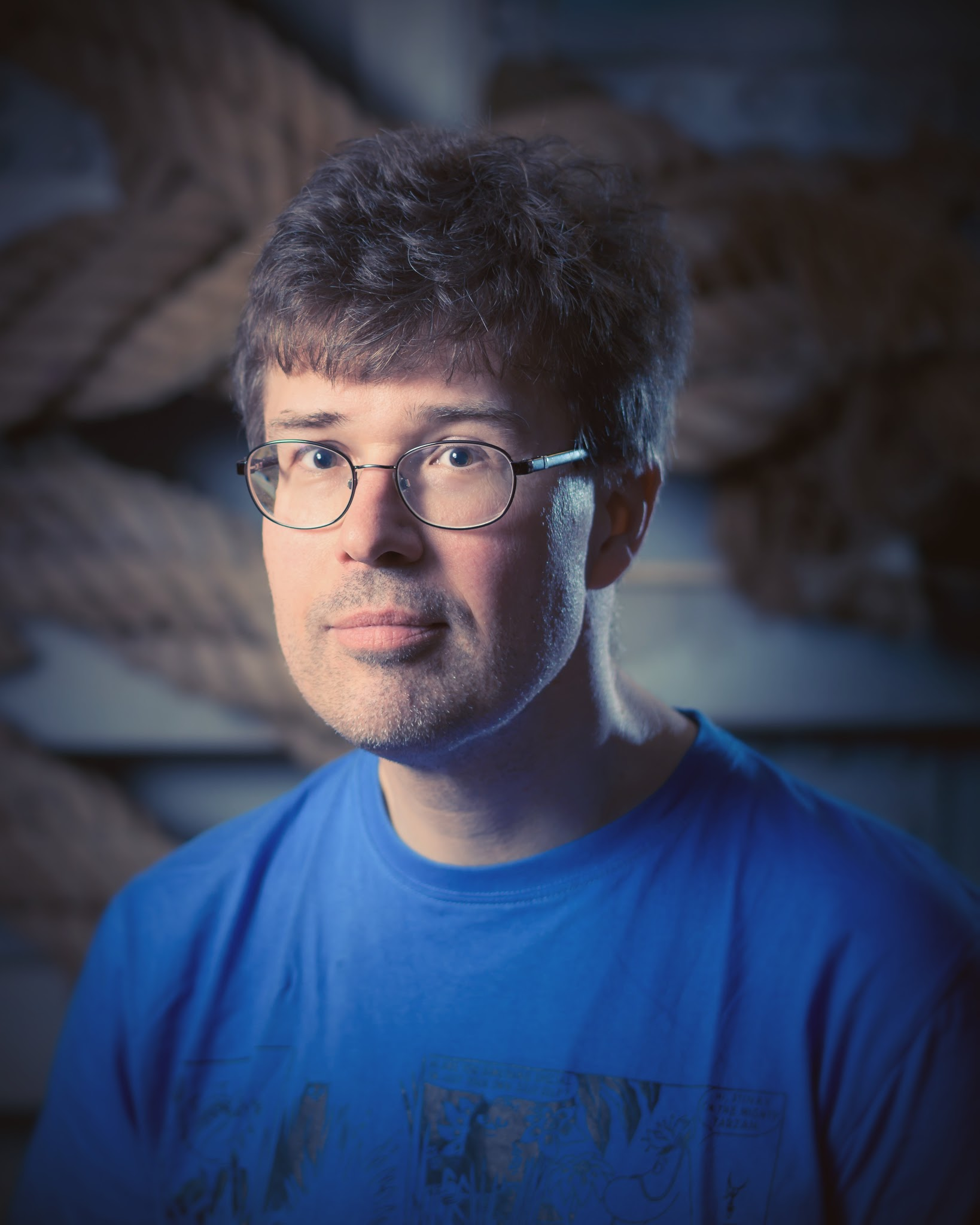
Johan Anglemark, 2015.

Johan Anglemark, född 11 mars 1964, är en tidigare svensk redaktör och science fiction- och fantasyentusiast. Han var en av pionjärerna för den svenska utgivningen av fantasylitteratur som en av redaktörerna för Äventyrsspels fantasyutgivning i slutet av 1980-talet till och med 1993. Han arbetade också med Äventyrsspels rollspelsutveckling och skrev för Sinkadus.
Anglemark har översatt science fiction för Enhörningen och Nova science fiction, till exempel Ted Chiang, och skrev om science fiction-fandom för Minotauren. Han var tidigare ordförande för Stiftelsen Alvar Appeltoffts Minnesfond och drev deras antikvariat. Han har också arrangerat science fiction- och fantasykongresser i Sverige och Finland.
Anglemark gjorde sin militärtjänstgöring vid Försvarets tolkskola. Han har senare arbetat som teknikinformatör.